# Hailemariyam Amare
Hailemariyam Amare (ur. 22 lutego 1997) – etiopski lekkoatleta specjalizujący się w biegach długich.
W 2014 zdobył brązowy medal w drużynie juniorów na mistrzostwach Afryki w biegach przełajowych oraz zajął 5. miejsce na dystansie 3000 metrów z przeszkodami podczas juniorskich mistrzostw świata w Eugene. W marcu 2015 stanął na najniższym stopniu podium mistrzostw Afryki juniorów. W tym samym roku zajął 12. miejsce na światowym czempionacie w Pekinie oraz zdobył brązowy medal igrzysk afrykańskich w Brazzaville.

## Osiągnięcia
| Rok  | Impreza                                   | Miejsce        | Konkurencja                   | Pozycja     | Wynik    |
| ---- | ----------------------------------------- | -------------- | ----------------------------- | ----------- | -------- |
| 2014 | Mistrzostwa Afryki w biegach przełajowych | Kampala        | bieg juniorów                 | 18. miejsce | 24:09    |
| 2014 | Mistrzostwa Afryki w biegach przełajowych | Kampala        | drużyna juniorów              | 3. miejsce  |          |
| 2014 | Mistrzostwa świata juniorów               | Eugene         | bieg na 3000 m z przeszkodami | 5. miejsce  | 8:42,00  |
| 2015 | Mistrzostwa Afryki juniorów               | Addis Abeba    | bieg na 3000 m z przeszkodami | 3. miejsce  | 9:01,58  |
| 2015 | Mistrzostwa świata                        | Pekin          | bieg na 3000 m z przeszkodami | 12. miejsce | 8:26,19  |
| 2015 | Igrzyska afrykańskie                      | Brazzaville    | bieg na 3000 m z przeszkodami | 3. miejsce  | 8:24,19  |
| 2016 | Igrzyska olimpijskie                      | Rio de Janeiro | bieg na 3000 m z przeszkodami | eliminacje  | 8:35,01  |
| 2018 | Mistrzostwa Afryki                        | Asaba          | bieg na 3000 m z przeszkodami | 6. miejsce  | 8:38,46  |
| 2022 | Mistrzostwa Afryki                        | Saint-Pierre   | bieg na 5000 m                | 1. miejsce  | 13:36,79 |
| 2022 | Mistrzostwa Afryki                        | Saint-Pierre   | bieg na 3000 m z przeszkodami | 1. miejsce  | 8:27,38  |
| 2022 | Mistrzostwa świata                        | Eugene         | bieg na 3000 m z przeszkodami | 10. miejsce | 8:31,54  |

## Rekordy życiowe
- bieg na 3000 metrów z przeszkodami – 8:13,39 (2017)